# António de Magalhães Barros de Araújo Queirós
António de Magalhães Barros de Araújo Queirós (Ponte de Lima, 19 de Março de 1882 - Subportela, 19 de Junho de 1961), conhecido por Conselheiro António de Magalhães ou simplesmente por Visconde de Cortegaça de quem se achava representante, foi magistrado, escritor e investigador de genealogia.
Foi presidente da Câmara Municipal de Ponte de Lima, membro do Instituto Histórico do Minho e Cidadão Honorário de Vieira do Minho.

## Biografia
Nasceu na Casa das Pereiras, na vila de Ponte de Lima, em 19 de Março de 1882, no seio de uma família nobre, filho primogénito do distinto jurisconsulto Dr. António de Magalhães Barros de Araújo Queiroz, seu homónimo, e de sua mulher D. Maria José de Abreu de Lima Pereira Coutinho, filha de Francisco António de Abreu Pereira Coutinho e de Catarina de Sena Pereira Pimenta de Sá Furtado de Mendonça.
Licenciou-se em Direito na Universidade de Coimbra em 1906 e seguiu a carreira da Magistratura, até atingir o topo em 1 de Outubro de 1947 como Juiz Conselheiro do Supremo Tribunal de Justiça.
A 22 de novembro de 1922 reúne na sua Torre de Refoios aqueles que ele considerava as sete mais categorizadas "Figuras da Intelligentzia" local. Formava-se, assim, o grupo que Henrique Trindade Coelho apelidaria "Os Amigos do Rio Lima"e que ficou célebre a caricatura verbal que associou a cada um destes Notáveis um dos sete pecados capitais - a soberba, a preguiça, a luxúria, a avareza, a gula, a inveja e a ira.

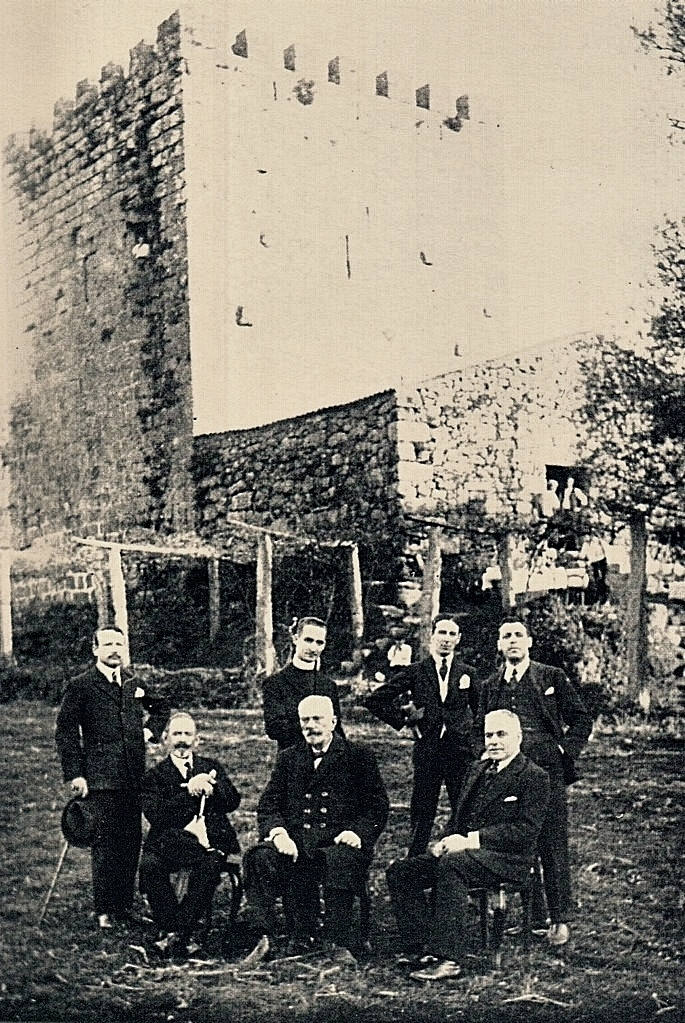
Da esquerda para a direita – sentados: João Gomes de Abreu de Lima, Conde de Bertiandos e Francisco de Abreu Maia; em pé: Dr. António de Magalhães (Visconde de Cortegaça), Padre Araújo Calheiros, Conde de Aurora e António Ferreira

Viveu os últimos anos na sua Casa de Cortegaça, em Subportela (Viana do Castelo), que herdara de seu tio materno, António de Abreu de Lima Pereira Coutinho, o Visconde de Cortegaça, com a cláusula testamentária de que lhe sucedesse também no título, o que ele cumpriu sem lograr a competente ratificação. Aí faleceu a 19 de junho de 1961, solteiro e sem geração.

## Obras
Para além dos vários "Almanaque de Ponte de Lima" (1908 - 1933), de quem foi o seu principal editor, merece destaque:
- "Figuras Illustres" (Limianas e outros escritos) (1914);
- "Um protesto do «411»" (1938);[5]
- "João Franco, último presidente do conselho d'el Rei D. Carlos I: carta inédita" (1952);[6]
- "Um General contra um Juiz" (1953);
- cinco folhetos ou brochuras intitulados "Pró Ponte de Lima" (1954 - 1959).

Actualizou e editou também dois antigos tratados genealógicos:
- "Um Documento Genealógico sobre os Abreus Coutinhos" (1921)
- "Nobiliário Alentém" (1955-1960)

E foi um dos organizadores do "In Memoriam do Juiz Pinto Osório" e outros artigos de homenagem nomeadamente ao vieirence Dr. Álvaro José de Miranda Magalhães.